# Eva García Rodríguez
Eva García Rodríguez (Moncada y Reixach, Vallés Occidental, 29 de junio de 1971) es una bióloga y política española, diputada en el Parlamento de Cataluña en la VII, VIII, IX y X legislaturas.

## Biografía
Licenciada en biología y militante del Partido Popular, en las elecciones municipales de 1999 fue escogida regidora del ayuntamiento de Moncada y Reixach. De 2000 a 2007 fue secretaria ejecutiva electoral del Partido Popular de Cataluña, y vicesecretaria de organización del PP de Barcelona. Ha sido miembro del consejo de administración de la Entidad Metropolitana de Servicios Hidráulicos y Tratamiento de Residuos.
Fue escogida diputada en las Elecciones al Parlamento de Cataluña de 2003. Después de un paréntesis volvió al Parlamento en 2009. Siendo elegida diputada en las elecciones al Parlamento de Cataluña de 2010 y 2012.